# Acerentulus kisonis
Acerentulus kisonis är en urinsektsart som beskrevs av Imadaté 1961. Acerentulus kisonis ingår i släktet Acerentulus och familjen lönntrevfotingar. Inga underarter finns listade i Catalogue of Life.